# Encentrum eurycephalum
Encentrum eurycephalum är en hjuldjursart som beskrevs av Wulfert 1936. Encentrum eurycephalum ingår i släktet Encentrum och familjen Dicranophoridae. Arten är reproducerande i Sverige. Inga underarter finns listade i Catalogue of Life.